# Hvozdná
Hvozdná (in tedesco Hwozdna) è un comune della Repubblica Ceca facente parte del distretto di Zlín, nella regione di Zlín.